# Sanatorieskogen
Der Sanatorieskogen (deutsch: Sanatoriumswald) ist ein Wald im Gebiet der Stadt Sävsjö in Schweden.
Der Name geht auf ein 1907 in Sävsjö als Heilanstalt für Lungenkranke errichtetes Sanatorium zurück. Das Sanatoriumsgebäude, eines der größten Holzhäuser Nordeuropas, wird heute als Hotel Ljunga Park genutzt. Ein Teil des heutigen Waldes gehörte zum Park des Sanatoriums. In diesem Bereich finden sich daher für Parkanlagen typische Pflanzen. Der östliche Teil des Geländes ist auch heute noch als Park gestaltet.
Im Wald dominieren Birke, Eberesche, Eiche, Erle, Espe, Linde und Salweide. Es bestehen Wanderwege und ein Grill- und Rastplatz. Durch den Wald verläuft ein Bach. Im Wald befindet sich ein prähistorisches Gräberfeld mit mehreren kreisförmigen Steinkisten aus der Eisenzeit, deren Durchmesser etwa vier bis sechs Meter beträgt.